# Skagen-Maler

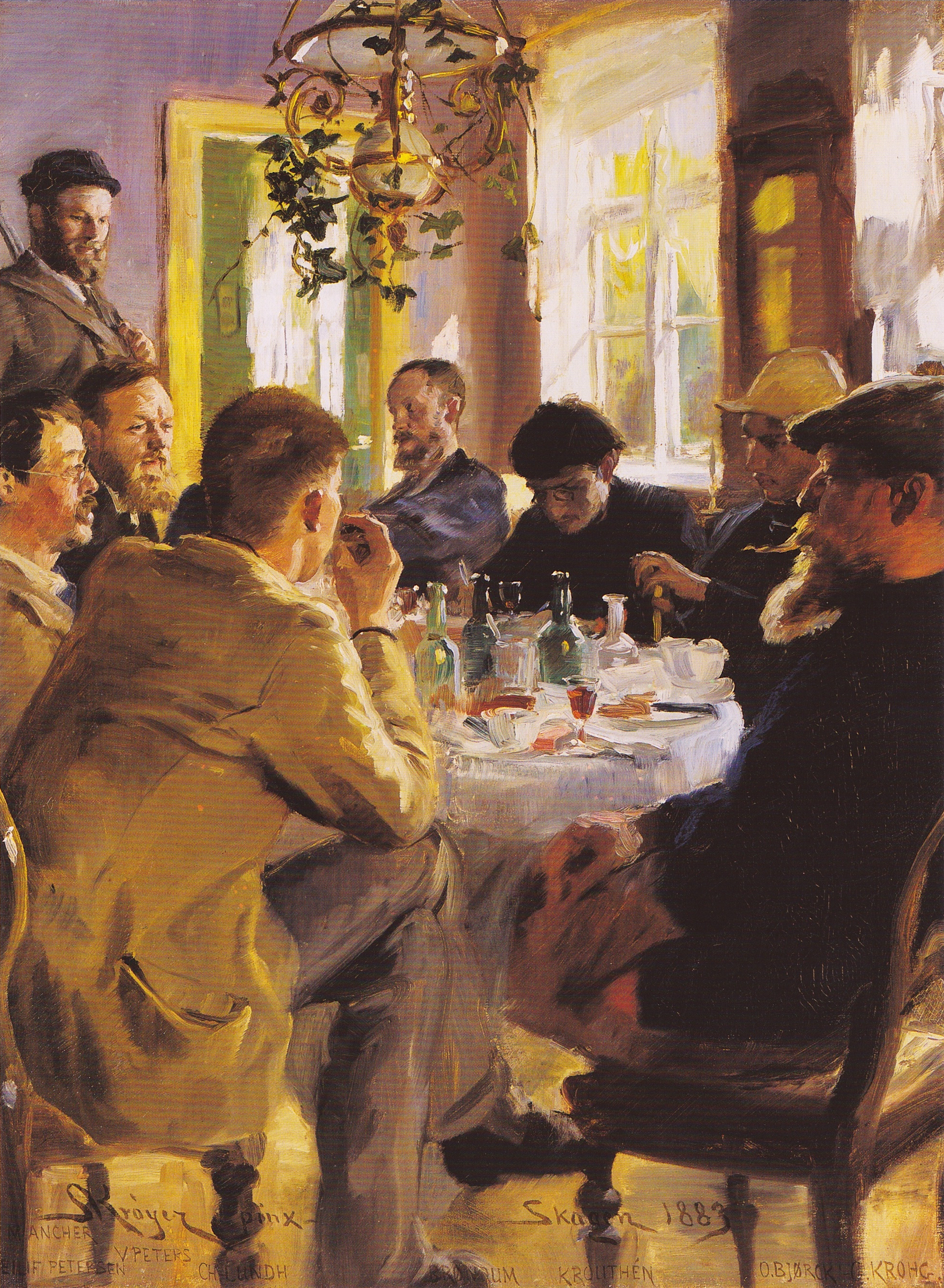
P. S. Krøyer: Das Essen der Künstler im Gasthaus Brøndum, 1883, Öl auf Leinwand, 82 × 61 cm, Skagens Museum, Skagen

Brøndums Speisesaal mit den Künstlerporträts der „Tafelrunde“

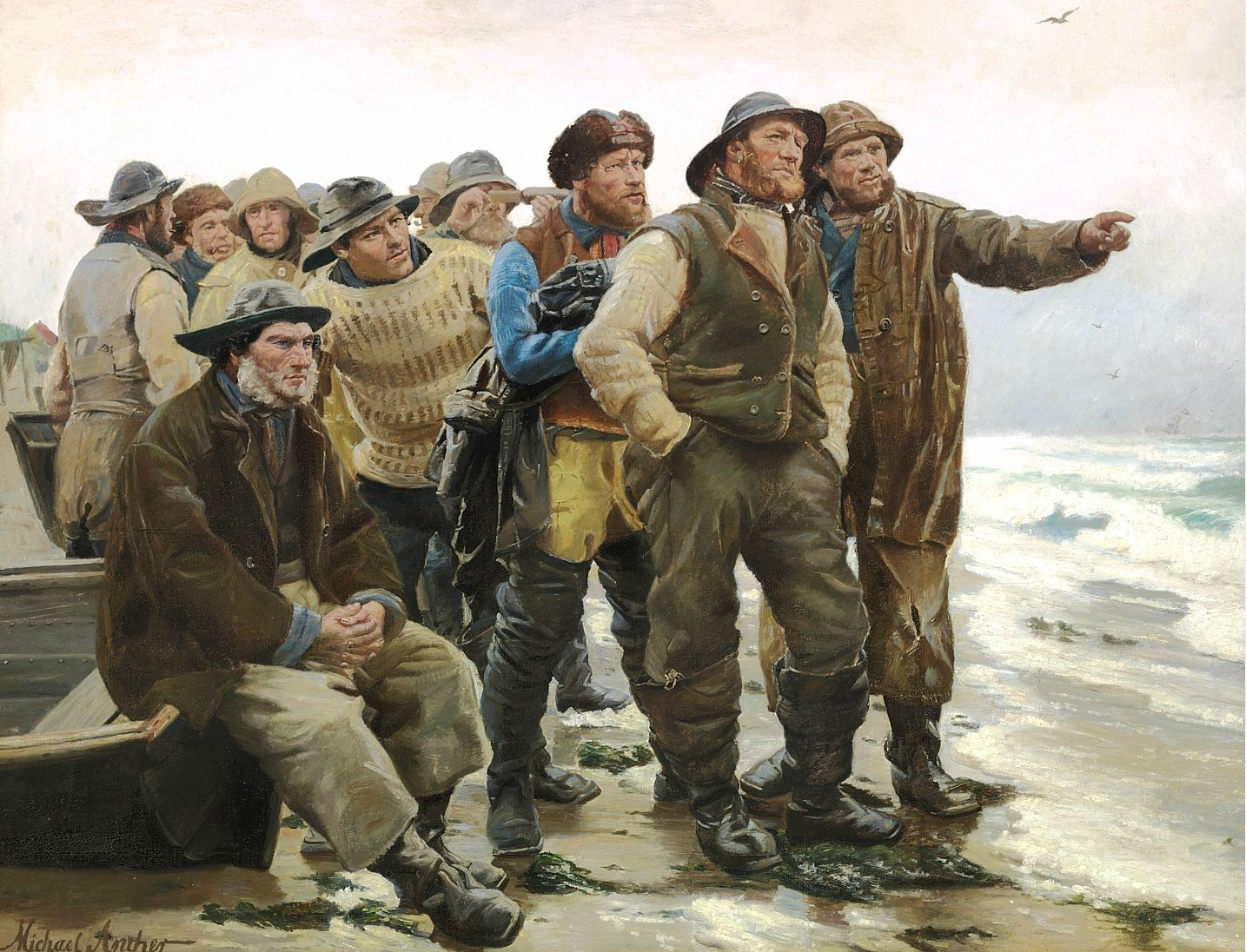
Wird er es schaffen?, um 1880 (Ausschnitt). Michael Anchers Durchbruchswerk

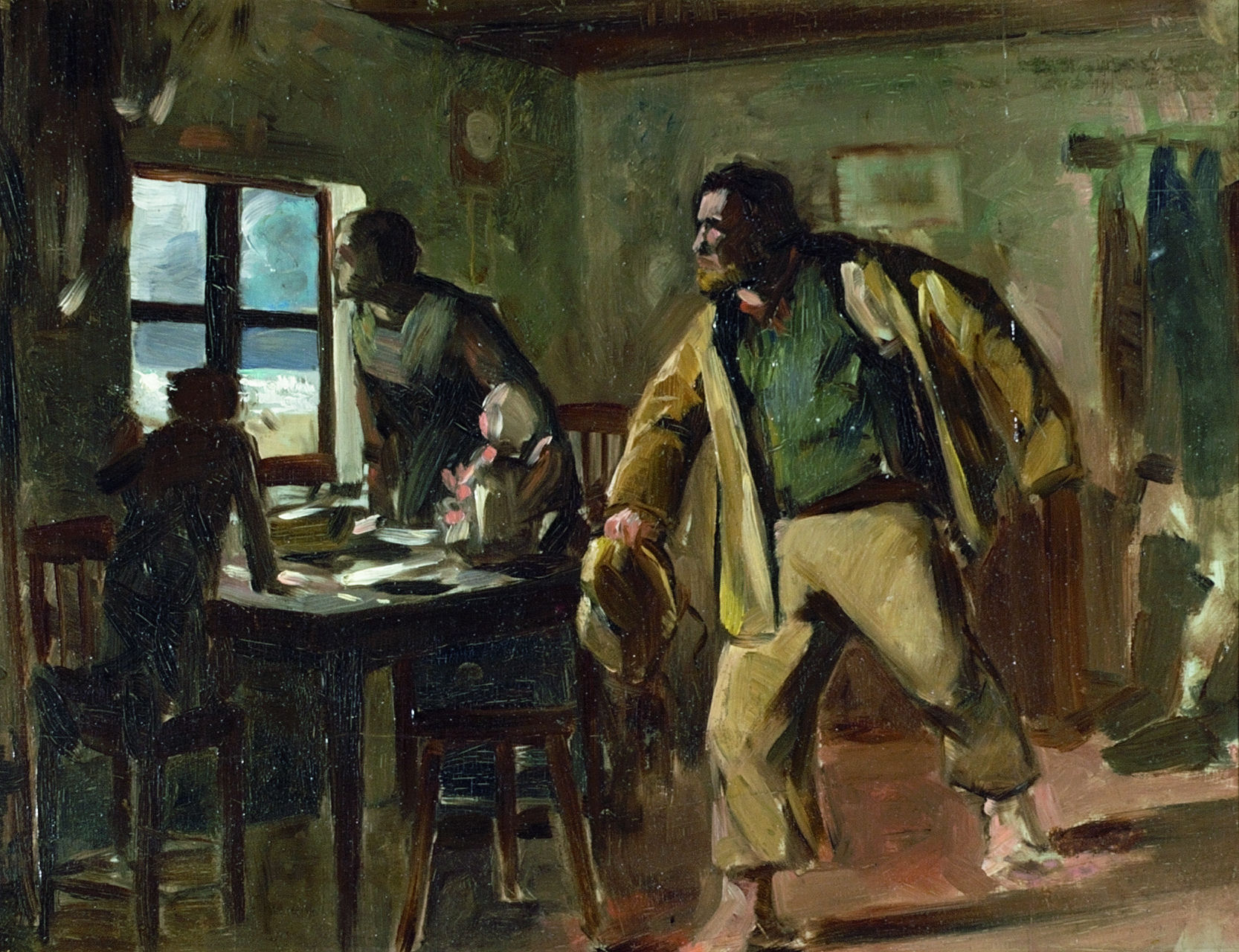
Oscar Björck: Ein Notschuss, 1883

P. S. Krøyer: Hip, Hip, Hurra!, 1888 (Göteborgs konstmuseum)

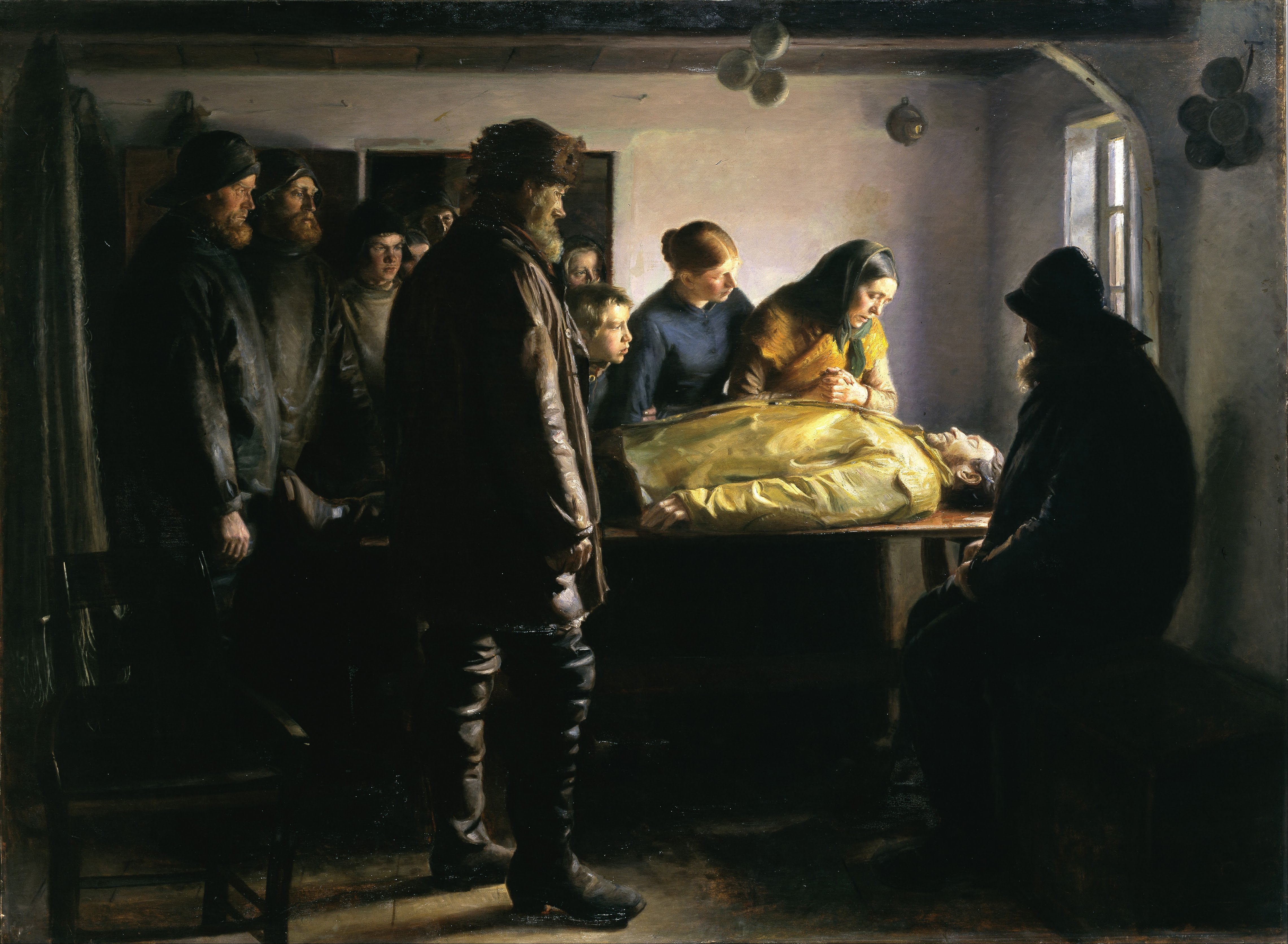
Michael Ancher: Der Ertrunkene, 1896

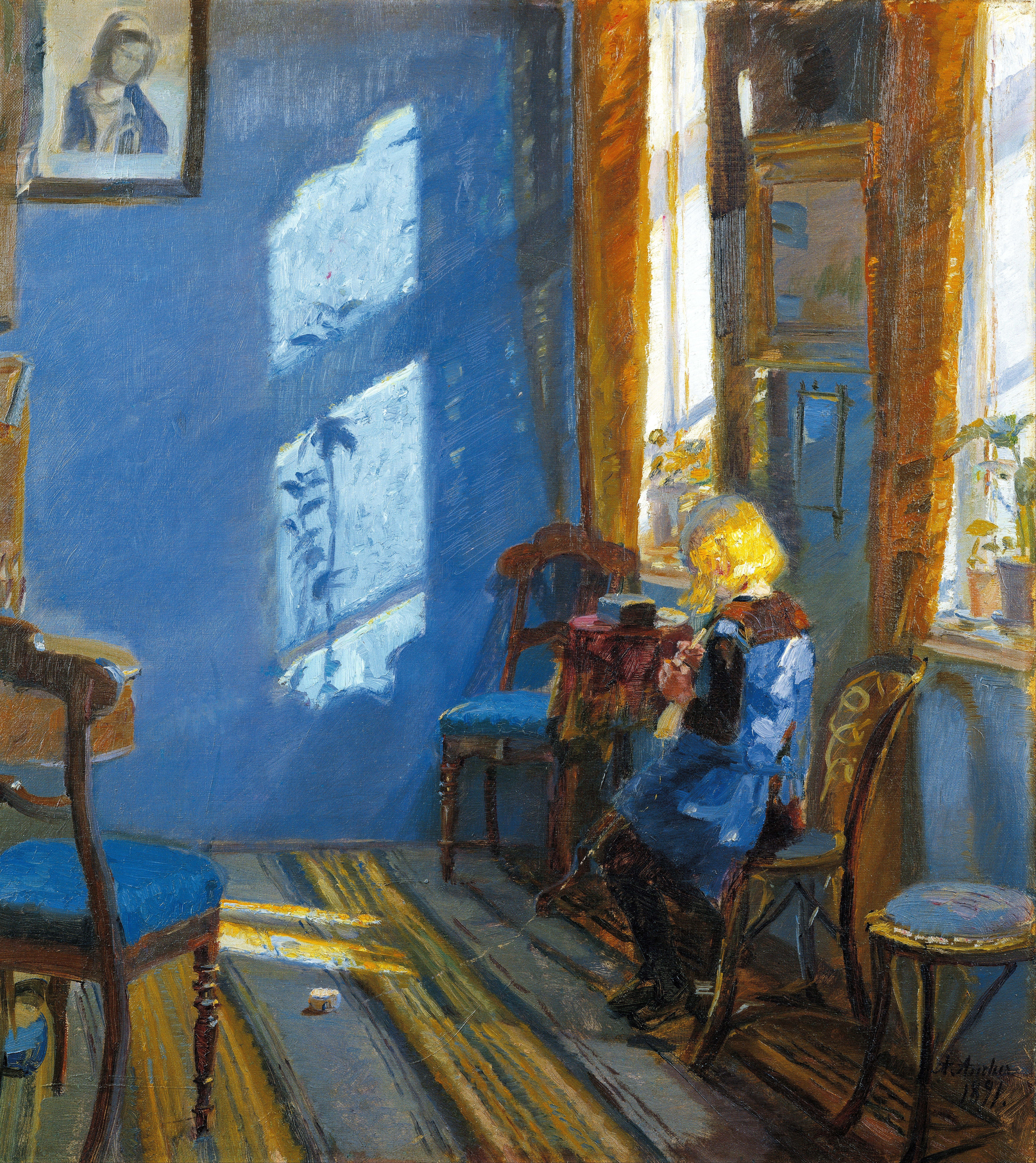
Anna Ancher: Sonnenschein in der blauen Stube, 1891

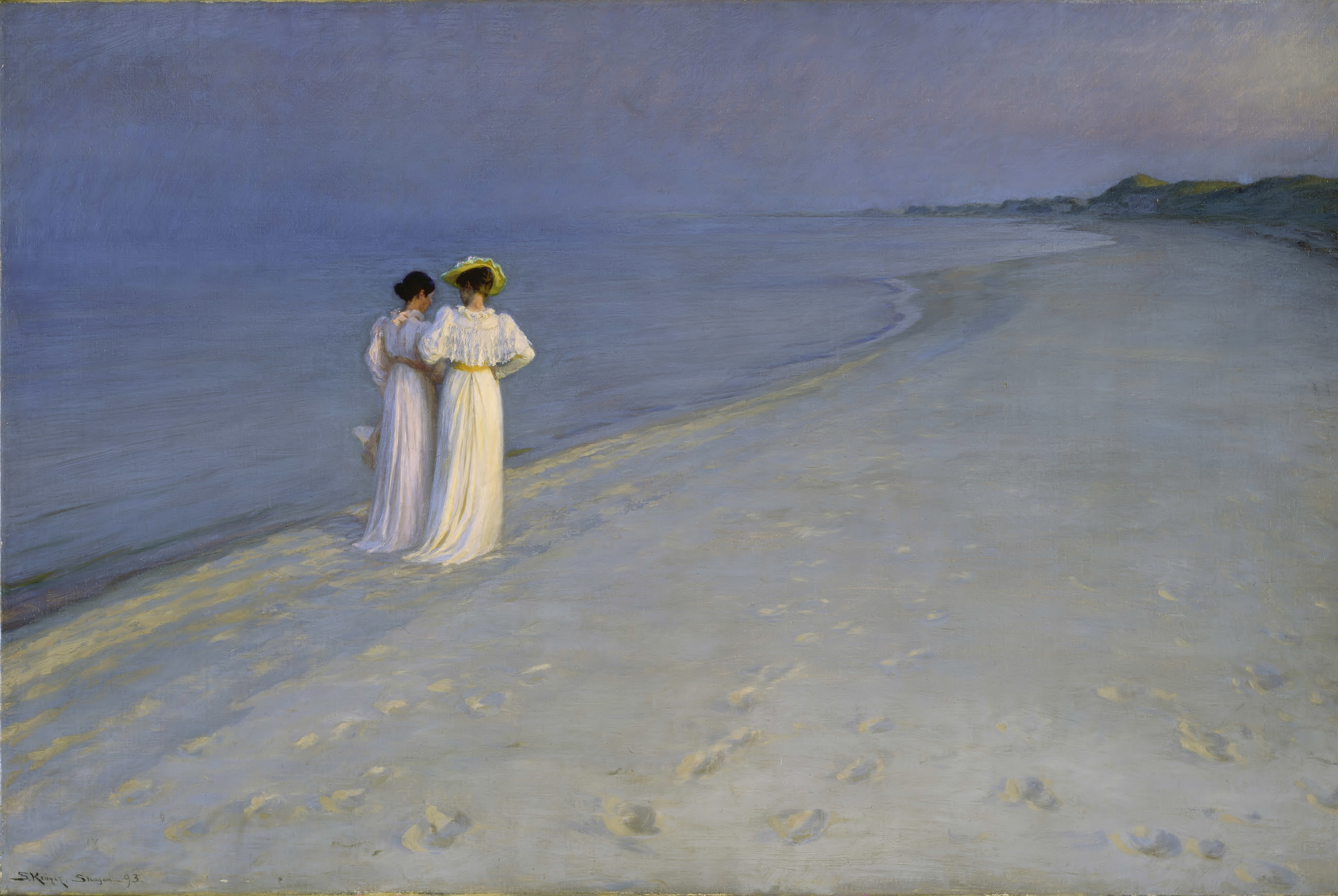
P. S. Krøyer: Sommerabend am Südstrand, 1893

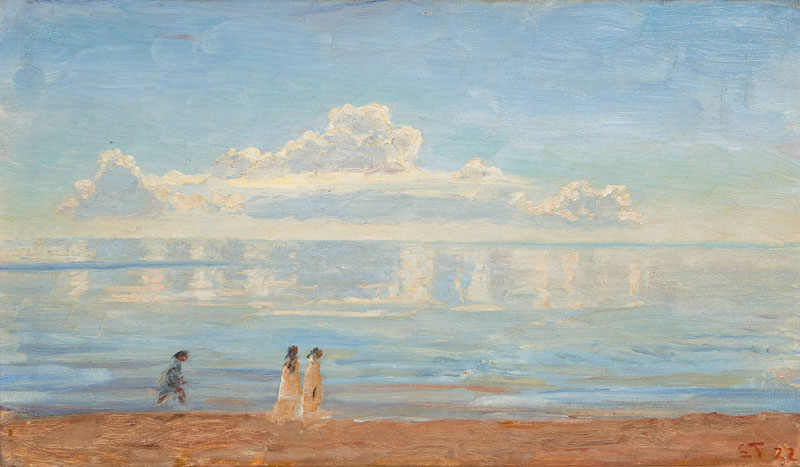
Laurits Tuxen: Spaziergänger am Strand von Skagen, 1922

Die Skagen-Maler (dänisch Skagensmalerne) bildeten  im Fischerort Skagen Dänemarks bekannteste Künstlerkolonie, die ihre Blütezeit in den 1880er Jahren erlebte. Die Künstler aus Dänemark, Norwegen und Schweden suchten Arbeitsbedingungen und Ausdrucksformen, die einen Bruch mit der akademischen Kunstauffassung bedeuteten. Ihre Kunst sollte realistischer, „wahrer“ sein als früher. Sie schätzten die Freiluftmalerei und orientierten sich am französischen Realismus und Naturalismus.
Skagens Natur bot ihnen völlig neue Motive. Statt wogender Weizenfelder, lieblicher Seen und majestätischer Buchenwälder, die die nationalromantische Schule zu einem Sinnbild dänischer Identität gemacht hatte, rückten nun karge Heideflächen, Dünen und stürmische Strandszenen ins Blickfeld. Die geografische Lage Skagens, hoch im Norden und umgeben vom Meer, sorgte in den Sommermonaten für ein besonderes Licht. Die Skagen-Maler schilderten das harte Leben der örtlichen Bevölkerung, der Fischer und Kleinbauern.
Das sommerliche Beisammensein der Künstler förderte die gegenseitige Inspiration, den Austausch, Freundschaften und einen gesunden Wettstreit. Ein formales Programm stellte die Gruppe allerdings nie auf. Einige Maler näherten sich dem Impressionismus an. Auf der Pariser Weltausstellung 1889 ernteten die Arbeiten aus Skagen internationale Anerkennung. Bereits in den 1890er Jahren geriet die Skagener Kunstauffassung jedoch in die Defensive, der Symbolismus forderte „seelische Tiefe“ ein, Phantastisches, Unerklärliches. In den 1930er Jahren verebbte der Einfluss Skagens auf die Malerei.

## Anfänge
Von Künstlern wurde Skagen bereits in der ersten Hälfte des 19. Jahrhunderts aufgesucht. Steen Steensen Blicher (1839) und Hans Christian Andersen (1859) entdeckten den Ort literarisch. Der norwegischstämmige Maler Martinus Rørbye (1803–1848) kam hierher und zeigte 1834 eine erste Strandstudie in Kopenhagens Kunsthalle Charlottenborg. Erst 1847 sollte er nach Skagen zurückkehren. In den folgenden Jahren betätigten sich vor allem Marinemaler am Ort, sie blieben nur kurz, ohne sich fester an Skagen zu binden. Dass vor 1877 nur wenige Künstler nach Skagen kamen, lag auch an der schlechten Erreichbarkeit. 1871 wurde das 50 km entfernte Frederikshavn an das Eisenbahnnetz angeschlossen, Skagen hatte keinen Hafen, Besucher mussten mit kleinen Booten an Land gebracht werden.

## Blüte und Niedergang
1874 kam der Bornholmer Michael Ancher, damals Schüler an der Kopenhagener Kunstakademie, auf Einladung von Karl Madsen (1855–1938) nach Skagen. Ancher fand nicht nur die Motive, die er gesucht hatte, sondern verliebte sich auch in die Tochter seiner Gastwirte, Anna Brøndum. 1875 kehrten Madsen und Ancher in Begleitung von Viggo Johansen nach Skagen zurück. Alle drei verlobten sich: Michael mit Anna, Karl und Viggo mit zwei ihrer Cousinen. Auch Anna Ancher ließ sich zur Malerin ausbilden und wurde als gleichwertige Kollegin in der Männerrunde anerkannt.
Den Sammelpunkt der Künstlerkolonie bildete Brøndums Hotel im Ortsteil Østerby. Ane und Erik Brøndum betrieben den Gasthof mit Kaufmannsladen und Schankstube seit 1859. 1879 hatte sich Michael Ancher fest in Skagen niedergelassen, Karl Madsen kehrte stark beeindruckt aus dem französischen Barbizon zurück. Zu ihnen gesellten sich Christian Krohg, Frits Thaulow, Wilhelm von Gegerfelt, Holger Drachmann und der deutsche Landschaftsmaler Julius Runge (1843–1922).
1882 stieß Peder Severin Krøyer dazu, der die Künstlergruppe international berühmt machen sollte. Oscar Björck kam ebenfalls 1882. Das folgende Jahr 1883 wurde zum Kulminationspunkt der Künstlergemeinschaft, die in zahlreichen Bildern verewigt worden sind. Arbeiten wie Krøyers Hip, Hip, Hurra! (1884/1888) und Michael Anchers Eine Kindertaufe (1883/1888) hatten eine Entstehungszeit von mehreren Jahren, weil die porträtierten Freunde nur wenig Gelegenheit zum Modellsitzen hatten. 1884 war im Künstlerkreis auch der Kieler Marinemaler Fritz Stoltenberg zu finden.
In den 1890er Jahren nahm die Intimität des Freundeskreises ab, während Skagen von der Kopenhagener Gesellschaft, samt der königlichen Familie, als Urlaubsort angenommen wurde; der Fischerort veränderte sein Gesicht. In dieser Periode entstanden Krøyers Bilder, die heute – hunderttausendfach reproduziert – zu Ikonen der Skagen-Malerei geworden sind. 1895 bezog er mit seiner Frau Marie die alte Stadtvogt-Wohnung (heute Sitz von Naturstyrelsen Vendsyssel), doch die Ehe geriet zusehends in eine Krise. Peder Severin kämpfte ab 1900 gegen eine Psychose, Marie ließ sich 1905 scheiden und lebte mit dem schwedischen Komponisten Hugo Alfvén zusammen.

## Künstler

### Vorläufer
- Martinus Rørbye (1803–1848)
- Peter Raadsig (1806–1882)
- Anton Melbye (1818–1875)
- Vilhelm Melbye (1824–1882)
- Carl Neumann (1833–1891)
- Christian Blache (1838–1920)
- Christian Skredsvig (1854–1924)
- Oscar Herschend (1853–1891)

### Eigentliche Skagen-Maler
- Thorvald Niss (1842–1905)
- Holger Drachmann (1846–1908)
- Frits Thaulow (1847–1906)
- Michael Ancher (1849–1927)
- P. S. Krøyer (1851–1909)
- Carl Locher (1851–1915)
- Viggo Johansen (1851–1935)
- Christian Krohg (1852–1925)
- Eilif Peterssen (1852–1928)
- Ioannis Altamouras (1852–1878)
- Laurits Tuxen (1853–1927)
- Karl Madsen (1855–1938)
- Marianne Stokes (1855–1927)
- Johan Krouthén (1858–1932)
- Anna Ancher (1859–1935)
- Oscar Björck (1860–1929)
- Marie Krøyer (1867–1940)

### Nachwuchs
- Julius Paulsen (1860–1940)
- Aksel Jørgensen (1883–1957)[2]
- Jens Ferdinand Willumsen (1863–1958)
- Jens Vige (1864–1912)
- Gad Frederik Clement (1867–1933)
- Johannes Wilhjelm (1868–1938)
- Tupsy Clement (1871–1959)
- Einar Hein (1875–1931)
- Ludvig Karsten (1876–1926)
- William Stuhr (1882–1958)
- Helga Ancher (1883–1964)

### Spätere Maler in Skagen
- Walter Schwartz (1889–1958)
- Victor Haagen-Müller (1894–1959)

## Museen

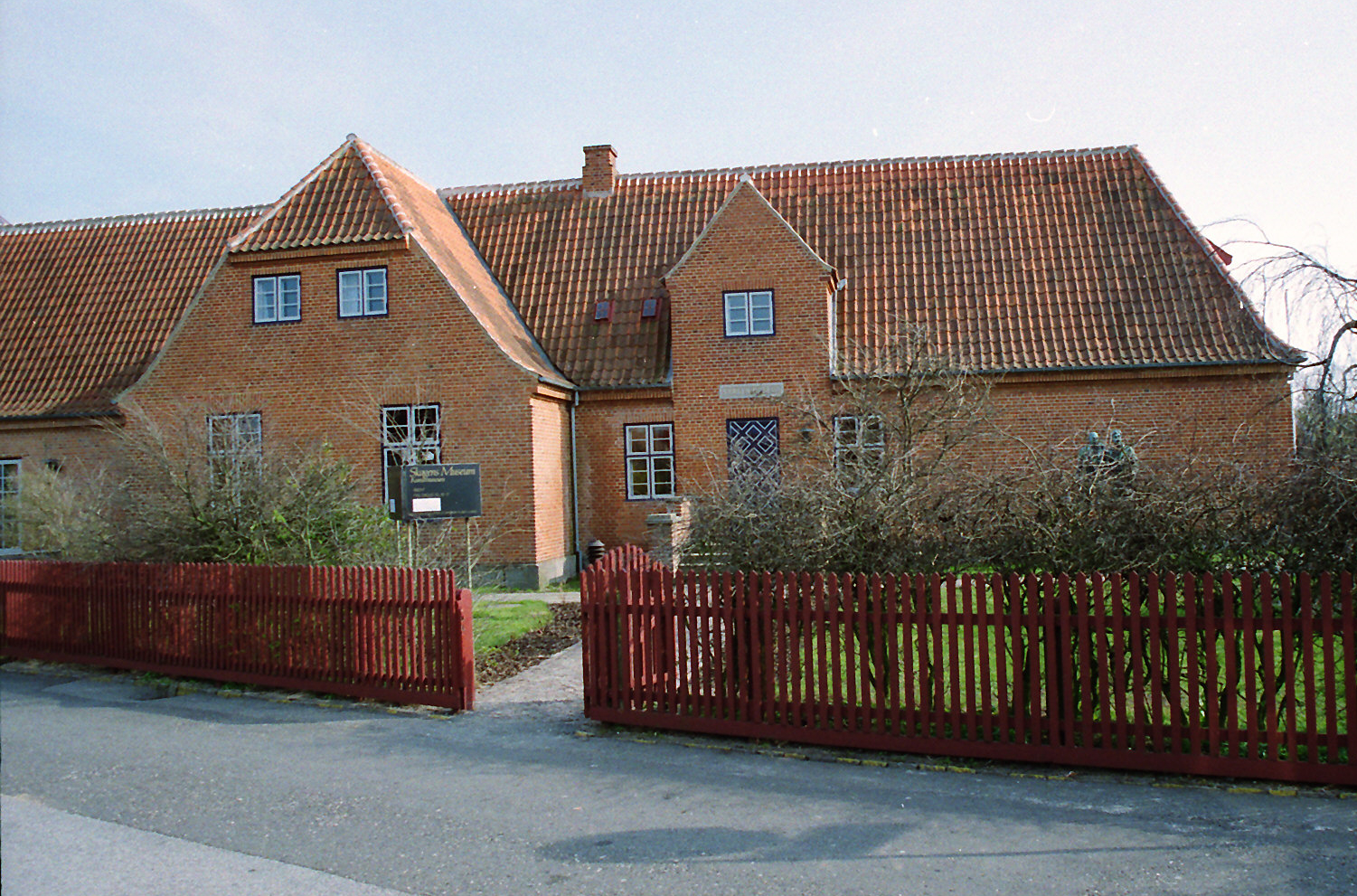
Skagens Museum, 1996

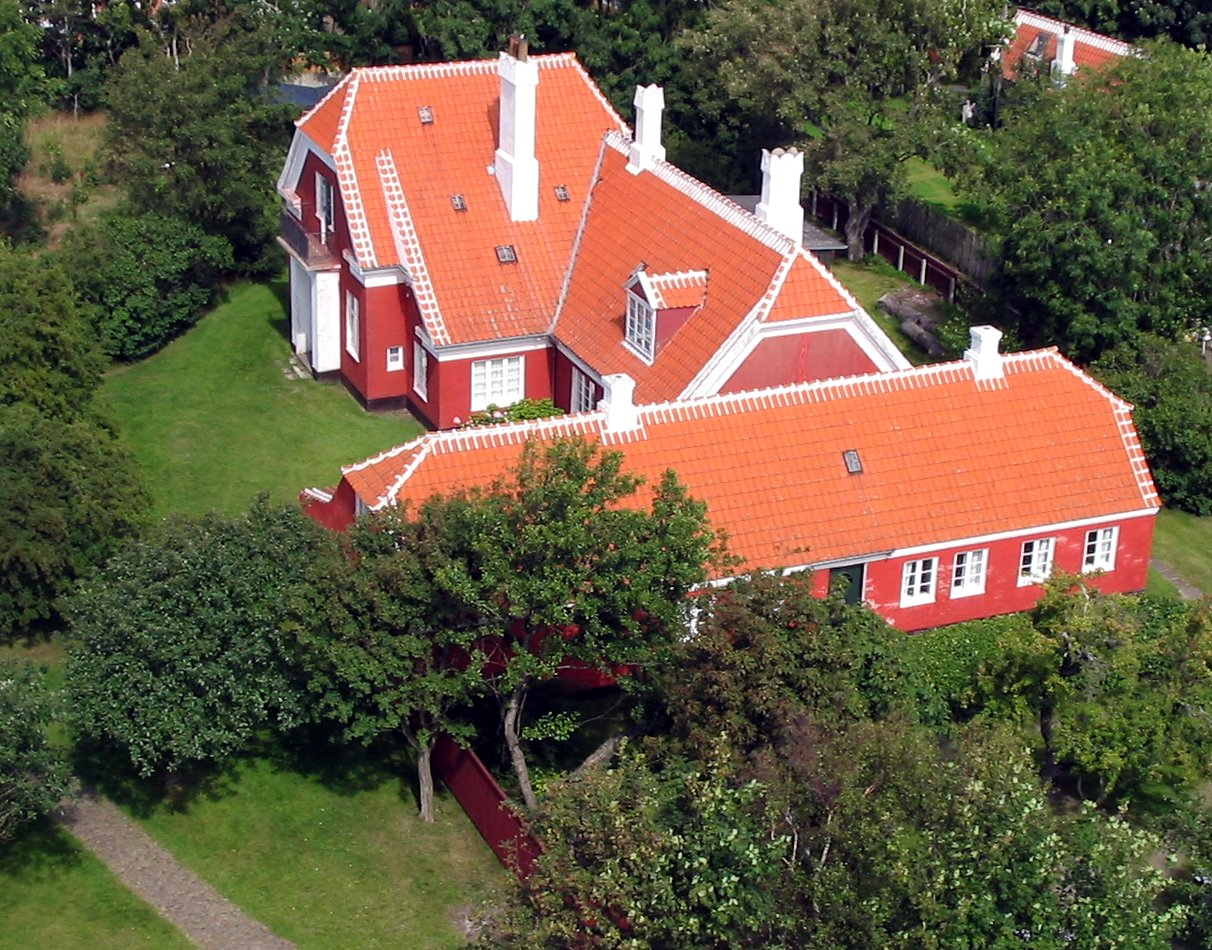
Das Haus von Michael und Anna Ancher, 2007

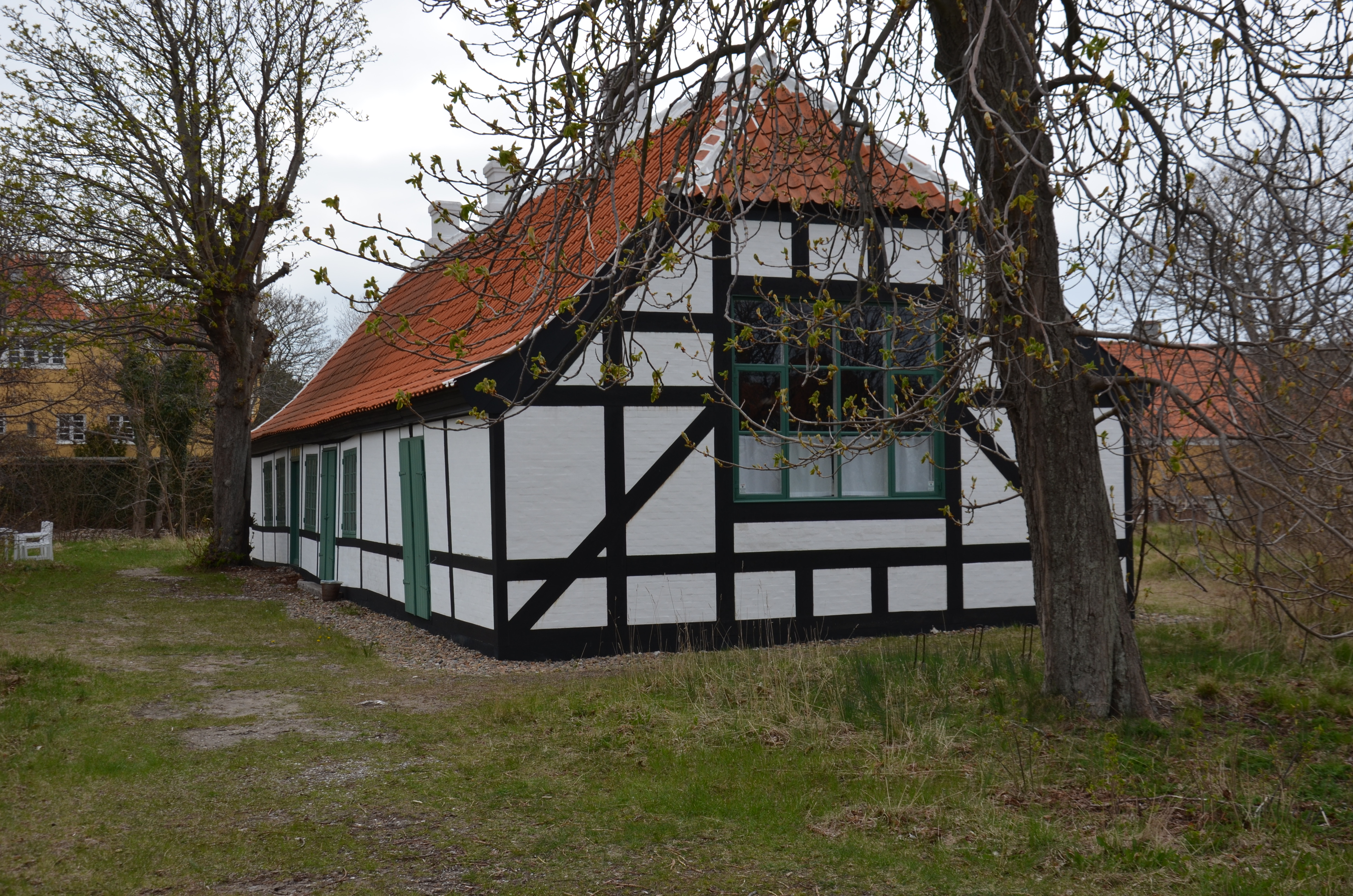
Drachmanns Hus, Giebel mit Atelierfenster, 2013

### Skagens Museum
Skagens Museum wurde am 20. Oktober 1908 in Brøndums Speisesaal gegründet. Im Gründungsvorstand saßen der Apotheker Victor Christian Klæbel, Degn Brøndum (Anna Anchers Bruder) und die Maler Michael Ancher, P. S. Krøyer und Laurits Tuxen. Es sollten Kunstwerke der Skagen-Maler zusammengetragen und Spenden gesammelt werden, um ein Ausstellungsgebäude zu errichten. Drei Sommer lang stellten die Maler in Skagens Technikum aus, nach P. S. Krøyers Tod 1909 in dessen Haus im Skagener Wald. 1919 schenkte Degn Brøndum dem Museum seinen Hotelgarten, so dass 1926 nach Plänen des Architekten Ulrik Plesner ein Museum gebaut werden konnte. Neben Brøndum beteiligten sich Laurits Tuxen und die Stiftung Ny Carlsbergfondet finanziell. Am 22. September 1928 eröffnete die Ausstellung. Die Sammlung umfasste bereits über 300 Werke. Das Museum wurde seitdem mehrfach erweitert, zuletzt 2014/2015. Die Sammlung umfasst heute über 1.900 Kunstwerke.

### Michael & Anna Anchers Hus
Das Künstlerpaar erwarb das Haus im Jahr 1884. 1913 ließen sie von Ulrik Plesner ein Atelier anbauen. Die Tochter und Malerin Helga Ancher überführte das Anwesen 1964 testamentarisch in eine Stiftung. Das Haus mit Gemälden und komplett erhaltenem Interieur wurde restauriert und 1967 als Museum eröffnet. Der Nachbarhof der Familie Saxild wurde hinzugekauft und für Ausstellungen umgebaut.

### Drachmanns Hus (Villa Pax)
Drachmanns Hus wurde im Jahr 1828 vom Schullehrer Laurits Høm von der Vesterby-Schule gebaut. Es befindet sich im Hans Baghs Vej im Stadtteil Vesterby in Skagen.
Im Jahr 1902 ließ sich der weitgereiste Holger Drachmann in Skagen nieder und kaufte das Haus nahe am Skagener Wald. Er baute das Fachwerkhaus in ein Wohnhaus um und erweiterte es um einen großen Atelierraum. Er taufte es Pax. Nach fast 30 Jahren als Dichter wandte sich Drachmann wieder der Malerei zu. Nach seinem Tod im Januar 1908 wurde das Haus bis 1909 an den Komponisten Hakon Børresen (1876–1954) vermietet. Drachmanns dritte Ehefrau Soffi Lasson (1873–1917) verkaufte das Haus im Jahr 1910 an ein Komitee von Drachmann-Freunden (dänisch Komiteen for Drachmanns Hus på Skagen).
Ab 1909 arbeitete Aksel Jørgensen an der Illustration zu Holger Drachmanns Leben und Poesie. Dazu fertigte er eine große Werkserie von Ölgemälden an, welche verschiedene Stationen in Drachmanns Leben zeigen. 1914 schloss er die Arbeiten ab. Die Werke sind noch heute teilweise in Drachmanns Hus und im Skagens Museum zu sehen. Seit 1911 sind im Drachmanns Hus Möbel, Gemälde und Skizzen aus der Zeit, als Holger Drachmann im Haus wohnte, für die Öffentlichkeit zugänglich. Das Museum ist sechs bis sieben Monate im Jahr geöffnet.

### Den Hirschsprungske Samling
Die Sammlung Hirschsprung in Kopenhagen wurde 1911 als Dokumentationszentrum für die dänische Kunst des 19. Jahrhunderts gegründet. Neben wertvollen Gemälden verfügt sie über zahlreiche Studien und Skizzen von Skagen-Malern und einen umfangreichen Briefwechsel mit P. S. Krøyer.